# Roger B. Taney
Roger Brooke Taney (Calvert, Maryland, 17 de Março de 1777 — Washington, DC, 12 de Outubro de 1864) foi procurador-geral dos Estados Unidos de 1831 a 1833, Secretário do Tesouro dos Estados Unidos entre 1833 e 1834, e chefe de Justiça dos Estados Unidos de 28 de Março de 1836 a 12 de Outubro de 1864, data da sua morte. Foi o primeiro católico a ter lugar na Suprema Corte dos Estados Unidos.
Taney era um democrata jacksoniano já quando se tornou chefe de justiça. Ele acreditava nos direitos individuais de cada estado mas era defensor da União, e um escravocrata que libertou seus escravos em testamento.
Enquanto estava na Suprema Corte, adotou uma postura conservadora de inspiração jacksoniana. Ele acreditava que a liberdade era extremamente importante e achava que poder concentrado poderia ser perigoso e uma ameça as liberdades individuais. Ele era contra o governo federal tentar regular ou controlar assuntos que, segundo ele, ameaçavam a liberdade pessoal do povo. Desde jovem em Prince Frederick, Maryland, ele se empenhava em questões jurídicas e políticas. Enquanto era Procurador-Geral (1831–1833) e Secretário do Tesouro (1833–1834), Taney se tornou um dos maiores conselheiros de Andrew Jackson, o apoiando em sua cruzada populista contra o poderoso Banco dos Estados Unidos.
Taney apoiava a escravidão e era contrário a dar direitos aos negros. No caso Dred Scott v. Sandford, um escravo chamado Dred Scott apelou para a Suprema Corte na esperança de conquistar sua liberdade na base de que seu mestre o havia levado a um território livre onde a escravidão era ilegal. A corte, liderada por Roger Taney, julgou que os negros não eram e não seriam cidadãos americanos sob a constituição, e assim o pleiteado (Scott) não tinha a base legal para entrar com um processo numa corte. Na sua famosa (ou infame) argumentação para o caso, Taney escreveu que acreditava que os negros "não tinham direitos a qual o homem branco deveria respeitar; e que o homem negro era justo e legalmente reduzido a posição de escravo para o seu benefício. Ele foi comprado e vendido e tratado como um artigo comum de mercadoria e tráfego, sempre que um lucro pudesse ser feito". Sob sua liderança, a corte também declarou que o "Compromisso do Missouri" (1820) era inconstitucional, permitindo assim a escravidão em todos os territórios dos Estados Unidos (essa decisão acabou criando o ambiente para a crise política que precipitaria a Guerra Civil Americana). Taney faleceu no mesmo dia que o seu estado natal, Maryland, aboliu a escravidão.